# 코르테즈의 애가
코르테즈의 애가(The Ballad Of Gregorio Cortez)는 미국에서 제작된 로버트 M. 영 감독의 1982년 영화이다. 에드워드 제임스 올모스 등이 주연으로 출연하였고 모테수마 에스파자 등이 제작에 참여하였다.

## 출연

### 주연
- 에드워드 제임스 올모스
- 제임스 가먼

### 조연
- 톰 바우어
- 브루스 맥길
- 브라이언 제임스
- 앨런 빈트
- 티모시 스콧
- 페페 세르나
- 마이클 맥과이어
- 윌리엄 샌더슨
- 베리 코빈
- 잭 케호
- 로잔나 드소토

## 제작진
- 협력프로듀서: 에드워드 제임스 올모스
- 협력프로듀서: 데이비드 위스니비츠
- 미술: 스튜어트 워첼
- 의상: 힐러리 로젠펠드